# Myasishchev

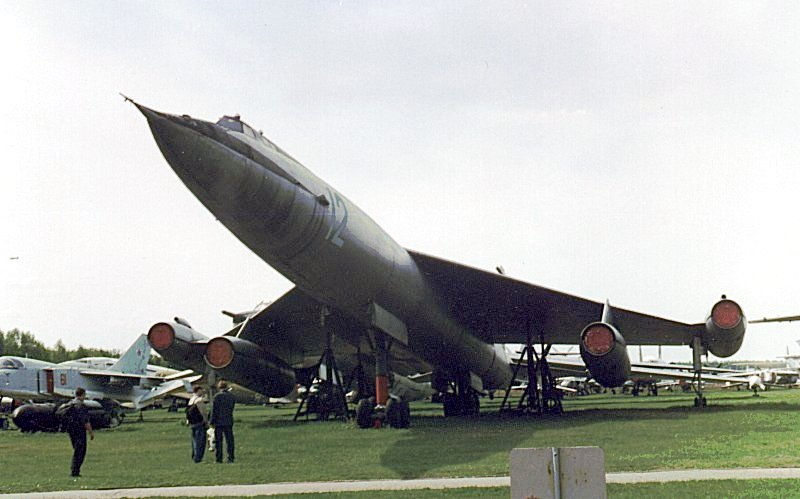
Myasishchev M-50

V. M. Myasishchev Escritório de Projetos Experimentais (em russo:  Экспериментальный Машиностроительный Завод им. В. М. Мясищева) ou OKB-23 foi um dos principais departamentos de desenvolvimento de projetos aeroespaciais da União Soviética. Fundado em 1951 por Vladimir Myasishchev, até ser dissolvido em 1960. Vladimir Myasishchev foi então liderar o Instituto Central de Hidroaerodinâmica (TsAGI). Em 1967, saiu do TsAGI e recriou seu escritório, que existe até os dias de hoje. O prefixo do escritório era "M.". A Myasishchev e a NPO Molniya pretendem usar o VM-T ou o M-55 como veículo de lançamento para um voo suborbital.
Em julho de 2014, a junção da Myasishchev e a Ilyushin criou um único e moderno edifício para produção, anunciado pelo Comitê de Diretores da OAO Il.

## Produtos

### Civis

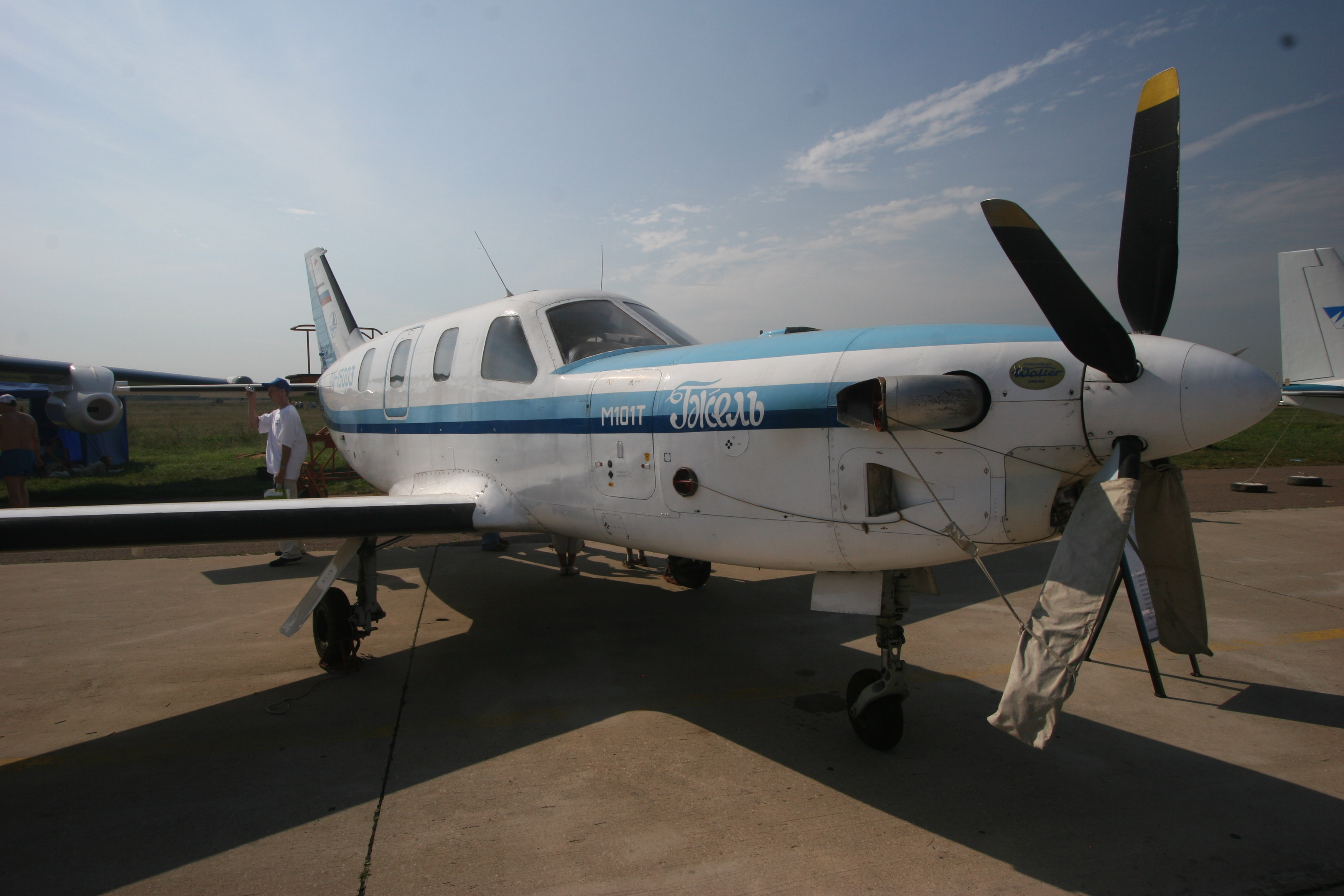
Myasishchev M-101T

- M-101T (aeronave executiva)

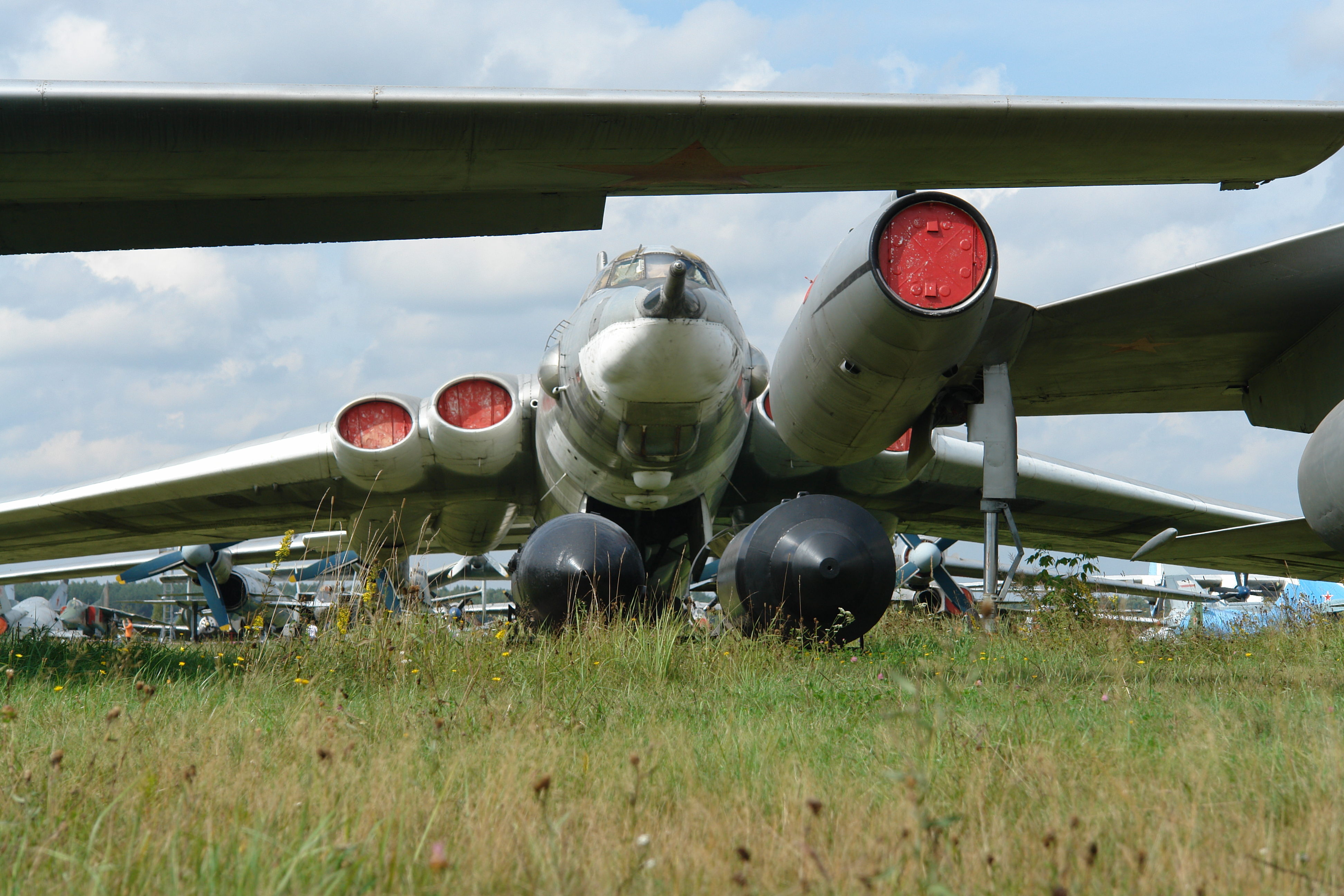
Myasishchev M-4

- M-112 e M-150 (cargueiro) - não produzido
- M-500 (aeronave agrícola)
- Space Adventures C-21
- Space Adventures M-55X

### Militares
- M-4 'Bison'
  - VM-T 'Atlant', (M-4 modificado para carregar o ônibus espacial Buran)
- M-17 "Mystic-A" (Aeronave de Reconhecimento em níveis de voo altos)
- M-18 (Projeto de Bombardeiro Supersônico)
- M-44 (Projeto de veículo aeroespacial)
- M-48 (Projeto de avião espacial)
- M-50 'Bounder' (Bombardeiro Supersônico)
- M-55 "Mystic-B" (Aeronave de Reconhecimento e Pesquisa em níveis de voo altos)
- M-60 (Projeto de bombardeiro movido a energia nuclear)
- M-103 (Bombardeiro Pesado Experimental)
- M-200 (Projeto de treinador militar, não construído)
- Buran, (cabine de pilotagem)
- Cosmopolis XXI (Nave Suborbital)
- VKA-23

### Mísseis
- RSS-40 Buran (Projeto de míssil de cruzeiro nuclear)